# Johan Andersson (spelman)
Johan Andersson, född 1834 i Nalavi, södra Närke, död 1915, var en svensk spelman. Han var till professionen först smed och sedan byggnadsarbetare, och sedan barndomen spelman. Låtarna som finns upptecknade efter honom i Svenska låtar är idag, under 2000-talet, allmänt spelade.